# West Forks
West Forks es una plantación ubicada en el condado de Somerset en el estado estadounidense de Maine. En el Censo de 2010 tenía una población de 60 habitantes y una densidad poblacional de 0,47 personas por km².

## Geografía
West Forks se encuentra ubicada en las coordenadas 45°22′0″N 69°59′57″O / 45.36667, -69.99917. Según la Oficina del Censo de los Estados Unidos, West Forks tiene una superficie total de 127.24 km², de la cual 126.1 km² corresponden a tierra firme y (0.9%) 1.15 km² es agua.

## Demografía
Según el censo de 2010, había 60 personas residiendo en West Forks. La densidad de población era de 0,47 hab./km². De los 60 habitantes, West Forks estaba compuesto por el 96.67% blancos, el 0% eran afroamericanos, el 0% eran amerindios, el 0% eran asiáticos, el 0% eran isleños del Pacífico, el 0% eran de otras razas y el 3.33% pertenecían a dos o más razas. Del total de la población el 1.67% eran hispanos o latinos de cualquier raza.